# Archeologisch Museum Scheurleer
Het Archeologisch Museum Scheurleer was een archeologisch museum in Den Haag. Het museum werd opgericht door de bankier Constant Willem Lunsingh Scheurleer in 1924. De collectie omvatte archeologische vondsten uit Egypte en Griekenland die Lunsingh Scheurleer tijdens een reis door deze gebieden aan had gekocht. In de jaren twintig werd de collectie uitgebreid door de aankoop van de Egyptische verzameling van Friedrich Wilhelm von Bissing. In 1924 werd een museumgebouw voltooid om de collectie te kunnen tonen. Het werd gebouwd naast het door zijn vader opgerichte Muziekhistorisch Museum Scheurleer aan de Carnegielaan achter het Vredespaleis.
Door de economische crisis ging de bank Scheurleer & Zoonen in 1932 failliet en werd het museum opgeheven. De collectie van het Archeologisch Museum werd verkocht en vormde de basis voor het Allard Pierson Museum in Amsterdam dat in 1934 werd opgericht.

## Collectie

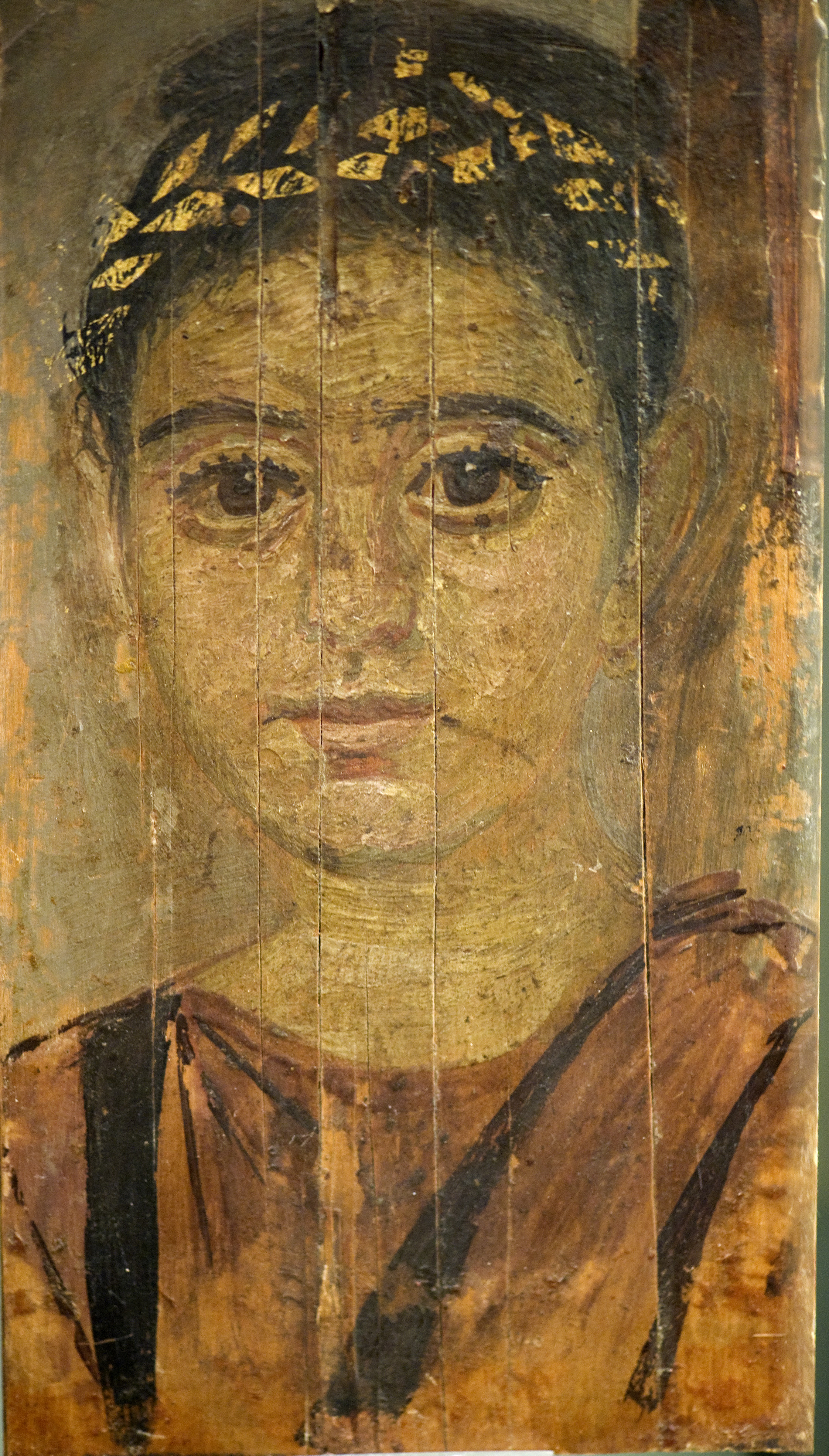
Mummieportret meisje, Egypte, 50-75 na Christus

- Gemeinsame Normdatei: 5039922-6
- International Standard Name Identifier: 0000 0001 1091 6133
- Library of Congress Control Number: no96056823
- Nationale bibliotheek van Australië: 35824542
- Nationale Bibliotheek van Israël: 987007459198705171
- Réseau des bibliothèques de Suisse occidentale: 02-A000184542
- Système universitaire de documentation: 083413979
- Virtual International Authority File: 152959583